# Daan van Dijk
Daniel van Dijk, detto Daan (L'Aia, 10 maggio 1907 – L'Aia, 22 novembre 1986), è stato un pistard olandese.

## Palmarès

### Olimpiadi
- Oro a Amsterdam 1928 nel tandem.